# 158
| [ Edytuj tabelę ] |                          |
| Cesarz Chin       | - 146 Han Huandi 168     |
| Władca Korei      | - 146 Ch’adae 165        |
| Papież            | - 155 Anicet 166         |
| Król Partów       | - 147 Wologazes IV 191   |
| Cesarz Rzymu      | - 138 Antoninus Pius 161 |

Rok 158 / CLVIII
stulecia: I wiek ~
II wiek ~
III wiek

lata: 148 «
153 «
154 «
155 «
156 «
157 «
158
» 159
» 160
» 161
» 162
» 163
» 168